# ديكسي ويلسون
ديكسي ويلسون (بالإنجليزية: Dixie Willson)‏ هي كاتِبة وكاتبة سيناريو وكاتبة للأطفال أمريكية، ولدت في 30 يوليو 1890 في إسثرفيل في الولايات المتحدة، وتوفيت في 6 فبراير 1974 في نيوجيرسي في الولايات المتحدة.

## وصلات خارجية
- ديكسي ويلسون على موقع IMDb (الإنجليزية)